# 阿尔贝茨·科维耶希斯
阿尔贝茨·克维埃西斯（1881年12月22日—1944年8月9日），是拉脱维亚农民联盟政治家、律师。他曾于1930年至1936年期间成为拉脱维亚第3任总统。